# Bussus-Bussuel Communal Cemetery
Bussus-Bussuel Communal Cemetery is een begraafplaats gelegen in de Franse plaats Bussus-Bussuel (Somme). De militaire graven worden onderhouden door de Commonwealth War Graves Commission.
De begraafplaats telt 6 geïdentificeerde Gemenebest graven uit de Tweede Wereldoorlog.